# Botryoideclava
Botryoideclava is een geslacht van vliesvleugeligen uit de familie Aphelinidae. De wetenschappelijke naam van dit geslacht is voor het eerst geldig gepubliceerd in 1980 door Subba Rao.

## Soorten
Het geslacht Botryoideclava omvat de volgende soorten:
- Botryoideclava bharatiya Subba Rao, 1980
- Botryoideclava thailandica Hayat, 1995